# Troczek więzadła łukowatego
Troczek więzadła łukowatego (łac. retinaculum ligamenti arcuati) – w anatomii człowieka pasmo włókniste odchodzące od więzadła podkolanowego łukowatego stawu kolanowego. Troczek wydziela się z więzadła podkolanowego łukowatego, początkowo biegnie dwiema zbieżnymi odnogami. Przyczep końcowy znajduje się na głowie strzałki. Podobnie jak więzadła podkolanowe: skośne i łukowate wzmacnia ścianę tylną torebki stawowej stawu kolanowego.